# Poule de Bréda
Pour les articles homonymes, voir Bréda (homonymie).
La poule de Bréda est une vieille race de poule néerlandaise, peu répandue en dehors de son pays d'origine.

## Origines
C'est une race ancienne originaire du sud des Pays-Bas, dont l’existence est attestée depuis le XVe siècle.
Sélectionnée aux environs de Bréda, elle était autrefois réputée pour ses chapons.
La race a été présentée pour la première fois à une exposition en 1935, sous le nom de kraaikoppen (tête de corbeau), un nom encore utilisé pour cette race dans sa patrie d'origine.

## Description
La tête a une forte ressemblance avec la tête d'un corbeau.
En guise de crête, la Bréda a sur la tête une dépression bordée de peau rouge avec des bords légèrement perlés derrière laquelle se trouve une petite huppe qui pourrait être héritée de la hollandaise huppée. 
Ses tarses sont emplumés et les articulations des pattes portent des manchettes dites « bottes de vautour ».
La poule peut pondre chaque année 160 œufs blancs de 55 g en moyenne.
Les bagues mesurent 20 mm pour le coq et 18 cm pour la poule.

### Standard officiel
- Crête : double en cornes mais cette crête est extrêmement réduite chez le coq et à peine visible chez la femelle.
- Oreillons : blancs
- Couleur des yeux : rouges
- Couleur des tarses : gris clair à ardoise foncé
- Variétés de plumage : noir, coucou, blanc, bleu.

Grande race :
- Masse idéale : Coq : 2,5 à 3 kg ; Poule : 1,75 à 2,25 kg.
- Œufs à couver : min. 60 g, coquille blanche
- Diamètre des bagues : Coq : 20 mm ; Poule : 18 mm

## Source
- Le Standard officiel des volailles (Poules, oies, dindons, canards et pintades), édité par la Société centrale d'aviculture de France.